# کوت هلموت
کوت هلموت (دانمارکی: Kurt Helmudt; ۷ دسامبر ۱۹۴۳ – ۷ سپتامبر ۲۰۱۸) قایقران روئینگ اهل دانمارک بود.
وی در مسابقات کشوری و بین‌المللی در مجموع برندهٔ ۱ مدال طلا، ۱ مدال نقره، ۱ مدال برنز شده‌است.